# ネット上の人間関係についての簡単な調査
『ネット上の人間関係についての簡単な調査』（ネットじょうのにんげんかんけいについてのかんたんなちょうさ　A Brief Inquiry into Online Relationships）は、2018年にリリースされたThe 1975の3枚目のスタジオ・アルバムである。

## 収録曲
1. The 1975 - The 1975
2. ギヴ・ユアセルフ・ア・トライ - Give Yourself a Try
3. トゥータイムトゥータイムトゥータイム　- TooTimeTooTimeTooTime
4. ハウ・トゥ・ドロー/ペトリコール - How to Draw / Petrichor
5. ラヴ・イット・イフ・ウィ・メイド・イット - Love It If We Made It
6. ビー・マイ・ミステイク - Be My Mistake
7. シンセリティ・イズ・スケアリー - Sincerty Is Scary
8. アイ・ライク・アメリカ & アメリカ・ライクス・ミー - I Like America & America Likes Me
9. ザ・マン・フー・マリード・ア・ロボット / ラヴ・テーマ - The Man Who Married a Robot / Love Theme
10. インサイド・ユア・マインド - Inside Your Mind
11. イッツ・ノット・リヴィング (イフ・イッツ・ノット・ウィズ・ユー) - It's Not Living (If It's Not with You)
12. サラウンデッド・バイ・ヘッズ・アンド・ボディーズ - Surrounded by Heads and Bodies
13. マイン - Mine
14. アイ・クドゥント・ビー・モア・イン・ラヴ - I Couldn't Be More in Love
15. アイ・オールウェイズ・ワナ・ダイ (サムタイムス) - I Always Wanna Die (Sometimes)

日本盤ボーナストラック
1. 102 - 102